# Sergueï Arkhipov
Pour les articles homonymes, voir Arkhipov.
Sergueï Arkhipov est un joueur d'échecs, un entraîneur et un militaire soviétique puis russe né le 23 juin 1954 à Moscou. Grand maître international depuis 1992, il a été classé à la 31e place mondiale en juillet 1984 avec un classement Elo de 2 560 points.
Il a entraîné Olga Guiria, Anastassia Bodnarouk, Anastassia Savina, Alina Kachlinskaïa et Iouri Elisseïev.

## Palmarès
Arkhipov a remporté les tournois de :
- Tallinn 1982 (championnat du club Leitmotiv)[3] ;
- Balatonberény - Fonyód 1983 ;
- Mezőhegyes  1984 ;
- Kecskemét 1985 ;
- Harkány 1985 ;
- Azov 1993[4] ;
- Naberejnye Tchelny  1993[5] ;
- Prokopievsk  1998.

En 1980, Arkhipov fut cinquième du championnat de Moscou. Il fut également 3e-4e à Kecskemét en 1984, quatrième à Eger (Hongrie) 1984. En 1985, il finit quatrième du tournoi international de Moscou (tournoi B, victoire de Dorfman) et sixième ex æquo du mémorial Tchigorine à Sotchi (victoire de Svechnikov). En 1986, il fut 7e-8e ex æquo du tournoi international de Moscou (victoire de Eingorn et Lerner). En 1988, il finit 4e-5e du tournoi B de Protvino (victoire de Dreïev et Tchekhov).
En 1994, Arkhipov finit septième ex æquo du championnat de Russie à Elista et 2e-5e du tournoi international de Moscou (victoire de Chipov). En 2000, il fut deuxième de l'open d'Abu Dhabi.